# Isojärvi (sjö i Finland, Södra Österbotten)
Isojärvi är en sjö i Finland. Den ligger i kommunen Soini i landskapet Södra Österbotten, i den centrala delen av landet, 290 km norr om huvudstaden Helsingfors. Isojärvi ligger 186,1 meter över havet. Den är 14 meter djup. Arean är 58 hektar och strandlinjen är 4,57 kilometer lång. Sjön  ingår i Kumo älvs huvudavrinningsområde.   I omgivningarna runt Isojärvi växer i huvudsak blandskog. Den sträcker sig 1,7 kilometer i nord-sydlig riktning, och 0,9 kilometer i öst-västlig riktning.